# Schloss Drasing

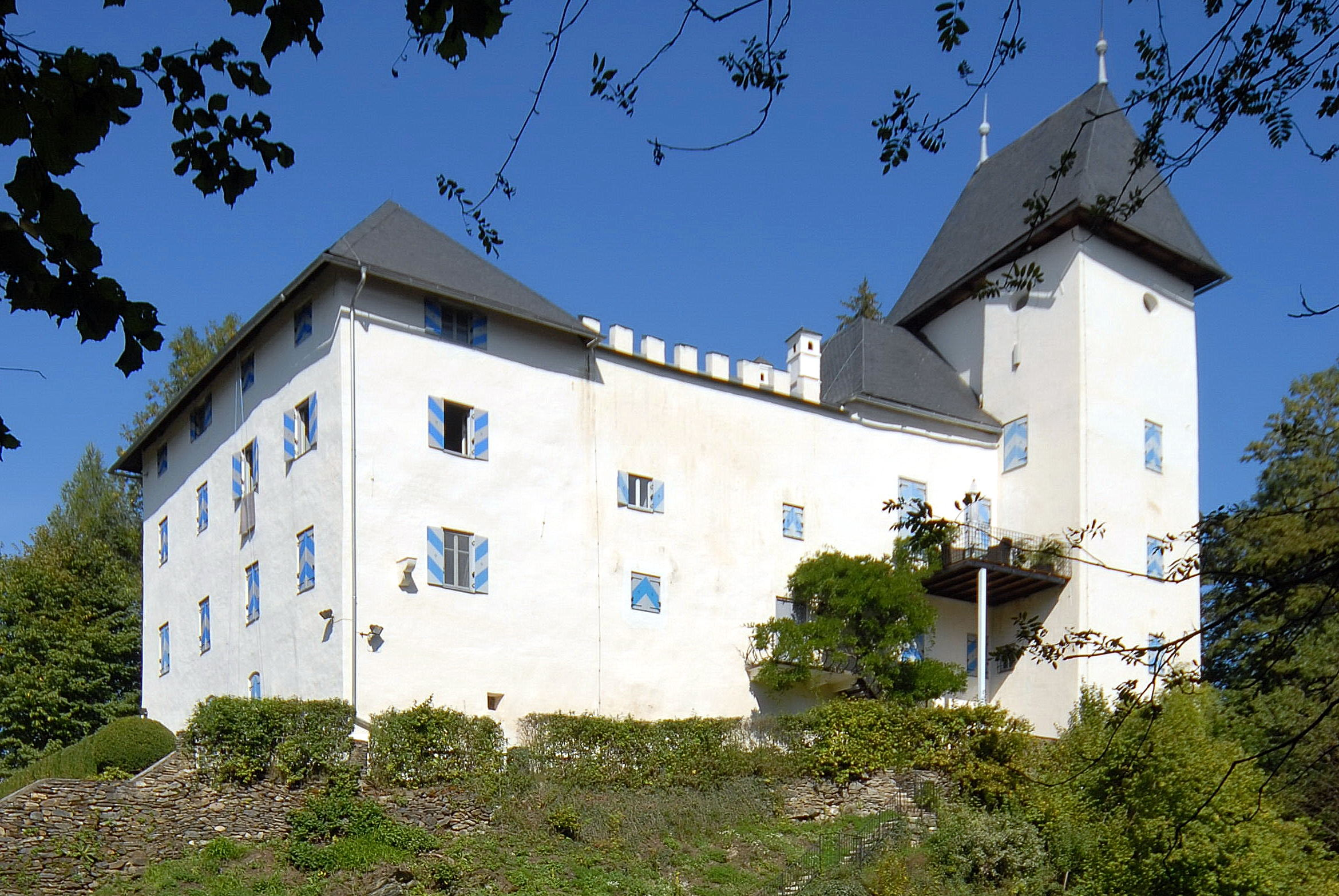
Schloss Drasing (2006)

Schloss Drasing steht auf einer bewaldeten Anhöhe nördlich von Krumpendorf. 1284 und 1362 wurde Schloss Drasing erstmals urkundlich erwähnt. Vermutlich bestand es schon in karolingischer Zeit als Vorburg der Pfalz Moosburg. 1379 gelangte die Burg an die Familie Färber, deren Mitglieder damals Dienstleute des Stiftes Gurk waren. 1492 verlieh Kaiser Friedrich III. das heimgefallene Drasing dem Sebald Feulner. Die Burg blieb bis 1640 im Besitz der Feulner, als die Feulner Kärnten verlassen mussten. Johann Christof Deutenhofer kaufte Drasing. Hohe Schulden zwangen schließlich Maria Eleonora Freiin von Deutenhofer 1730 Drasing an Matthias Karl Freiherr von Rechbach zu verkaufen. 1777 erwarb es Josef von Reindlingen, der es nach dem Tod seiner Gattin 1797 seinem Verwalter, Josef Edler von Hueber, überließ. Im 19. und 20. Jahrhundert fanden häufige Eigentümerwechsel statt. 1810 Maria Genoveva von Strohlendorf, 1840 der Viktringer Textilfabrikant Thomas Ritter von Moro. 1842/1843 ließ Thaddäus Lanner das Schloss instand setzen und den Turm an der Südostecke erhöhen. 1906 erfolgten neuerlich Sanierungsmaßnahmen. Weitere Renovierungsarbeiten fanden 1973 durch die Familie Kos statt. Auch der Wiener Kabarettist Hans Peter Heinzl reiht sich in die Liste der ehemaligen Schlossbesitzer ein. 1994 erwarb der österreichische Verleger Christian W. Mucha das Anwesen und unterzog es umfangreichen Renovierungsmaßnahmen. Seither dient Drasing als Ausstellungsort für dessen Kunstsammlung.

## Beschreibung
Das Schloss ist ein dreigeschoßiger, burghafter Renaissancebau des 16. Jahrhunderts mit einem Turm an der Südostecke und Zinnenbekrönung im Mittelteil der Nord- und Südfront. Über dem nördlichen Eingangsportal ist das neu angefertigte Wappen der Feulner zu sehen. Der quadratische Laubenhof besitzt Pfeiler und Säulenarkaden. An einem Steinportal des ersten Stockwerkes sind ein leerer Wappenschild und Steinmetzzeichen zu sehen. Im Rittersaal im zweiten Obergeschoß des Osttraktes befindet sich ein grün glasierter Kachelofen in Renaissanceformen. Die 1660 erstmals genannte Kapelle im Erdgeschoß des Westtraktes birgt ein Gemälde von 1698 mit Christus am Kreuz.